# Strzelectwo na Letnich Igrzyskach Olimpijskich 1912 – karabin małokalibrowy, znikająca tarcza, 25 m, drużynowo
Strzelanie z karabinu małokalibrowego z 25 m drużynowo było jedną z konkurencji strzeleckich rozgrywanych podczas V Igrzysk Olimpijskich w Sztokholmie. Zawody zostały rozegrane 5 lipca w Kaknäs.
W zawodach wzięło udział szesnastu strzelców z czterech państw.

## Wyniki
| Miejsce | Drużyna                | Punktacja indywidualna | Łączna punktacja |
| ------- | ---------------------- | ---------------------- | ---------------- |
| 1       | Szwecja                | Szwecja                | 925              |
| 1       | Johan Hübner von Holst | 238                    | 925              |
| 1       | Eric Carlberg          | 238                    | 925              |
| 1       | Vilhelm Carlberg       | 229                    | 925              |
| 1       | Gustaf Boivie          | 220                    | 925              |
| 2       | Wielka Brytania        | Wielka Brytania        | 917              |
| 2       | William Pimm           | 237                    | 917              |
| 2       | Joseph Pepé            | 235                    | 917              |
| 2       | William Milne          | 226                    | 917              |
| 2       | William Styles         | 219                    | 917              |
| 3       | Stany Zjednoczone      | Stany Zjednoczone      | 881              |
| 3       | Frederick Hird         | 227                    | 881              |
| 3       | Warren Sprout          | 221                    | 881              |
| 3       | William McDonnell      | 217                    | 881              |
| 3       | William Leushner       | 216                    | 881              |
| 4       | Grecja                 | Grecja                 | 716              |
| 4       | Joanis Teofilakis      | 211                    | 716              |
| 4       | Frangiskos Mawromatis  | 187                    | 716              |
| 4       | Nikolaos Lewidis       | 185                    | 716              |
| 4       | Jakowos Teofilas       | 133                    | 716              |